# Althebräische Grammatik
Die Grammatik der hebräischen Sprache (Althebräisch) als Sprache des Tanach (Altes Testament) ist schon seit Jahrhunderten Gegenstand wissenschaftlicher Betrachtungen. Hier wird ein Einblick in die althebräische Grammatik aus moderner linguistischer Sicht gegeben.

## Lautlehre (Phonologie)
Die Umschrift der hebräischen Begriffe und Beispiele wird in IPA angegeben.

### Lautumfang

#### Konsonanten
Das hebräische Alphabet ist eine Weiterentwicklung des phönizischen Alphabetes. Der Lautstand der hebräischen Sprache hat sich im Laufe der Geschichte in verschiedenen Aussprachetraditionen gewandelt, was sich in der über viele Jahrhunderte entstandenen hebräischen Literatur widerspiegelt. So kommt es, dass einigen der 22 Zeichen mehrere (ähnlich klingende) Laute zugeordnet sind.
Die Aussprache des ו (Waw) dürfte in Tiberias der arabischen Prägung nach dem IPA-w wie im englischen "water" entsprochen haben. Die Aussprache entspricht heute jedoch (vermutlich aufgrund sephardischer, oder auch aschkenasischer Prägung) dem IPA-v wie im deutschen "Wasser".
Hinweise auf eine unterschiedliche Aussprache der Buchstaben Chet ח und Ajin ע finden sich in der griechischen Schreibweise von Eigennamen in der Septuaginta. So wird z. B. in den Namen Rachel oder Achaz das hebräische Chet mit griechischem χ Chi wiedergegeben, während es in Eva oder Isaak mit anlautendem Vokal wiedergegeben wird. Ähnlich wird im Ortsnamen Anathoth hebräisches Ajin mit anlautendem Vokal, also ʔ wiedergegeben, während es bei Gaza oder Gomorrha als γ Gamma erscheint. Die Konsequenz bei der griechischen Wiedergabe und die Korrespondenz zu entsprechenden arabischen Lauten legen nahe, dass im Hebräischen dieser Zeit die Unterscheidung der uvularen und pharyngalen Frikative noch existierte, während in späterer Zeit nur noch die pharyngalen Laute gesprochen wurden.
Gemäß dem tiberiensischen Vokalisationssystem wird bei den Buchstaben ב Beth, ג Gimel, ד Daleth, כ Kaph, פ Pe und ת Taw jeweils eine „weiche“ (spirantisierte) und eine „harte“ (plosive) Aussprache unterschieden. Man nimmt an, dass die Spirantisierung dieser Laute unter dem Einfluss des Aramäischen einsetzte.
Ebenfalls zur Darstellung zweier Laute dient das vorletzte Zeichen des Alphabetes. Nach dem tiberiensischen System wird durch einen diakritischen Punkt die Aussprache als Schin שׁ (Punkt rechts oben) oder als Sin שׂ (Punkt links oben) unterschieden. Vermutlich war der Laut Sin zunächst dem Schin ähnlicher und wurde daher mit demselben Zeichen geschrieben. Später glich sich die Aussprache dem Samech an, so dass sich bereits in biblischen Schriften die Vertauschung von Samech ס und Sin שׂ findet.
Es gibt Hinweise, dass auch das Resch ר doppelt realisiert wurde. Dies ist jedoch in der masoretischen Punktation nicht festgehalten.
Die Transkription der Konsonanten folgt daher dem Schema:
| א | ב | ב | ג | ג | ד | ד | ה | ו | ז | ח | ט  | י | כ | כ | ל | מ | נ | ס | ע | פ | פ | צ  | ק | ר | ש | ש | ת | ת |
| ʔ | b | β | ɡ | ɣ | d | ð | h | w | z | ħ | tˤ | j | k | x | l | m | n | s | ʕ | p | f | sˤ | q | r | ʃ | s | t | θ |

Die matres lectionis werden nicht transkribiert.

#### Vokale
Das Hebräische unterscheidet im masoretischen Vokalisationssystem die sieben Vokalfärbungen i – e – ɛ – a – ɔ –o –u und deren kurze oder lange Aussprache. Für semitische Sprachen wird angenommen, dass es ursprünglich nur drei Vokale (i, a, u) gab und die übrigen durch Umwandlung dieser drei entstanden sind. Zur Aussprache und Schreibweise im Einzelnen siehe Hebräische Schrift.
Das Transkript der tiberianischen Vokalisierung nach folgendem Schema:
| אִ | אֵ | אֶ | אַ | אָ | אָ | אֹ | אוֹ | אֻ | אוּ | אֱ | אֲ | אֳ | אְ |
| i | e | ɛ | a | a | ɔ | o | o  | u | u  | ĕ | ă | ŏ | ə |

Die Vokallänge ist allophonisch und bleibt in der Regel unbezeichnet;

### Lautveränderungen
Phonetische Gesetzmäßigkeiten nehmen in modernen Hebräisch-Lehrbüchern teilweise viel Raum ein. Die Kenntnis dieser Gesetzmäßigkeiten kann das Verstehen von Formbildungen erleichtern, ist jedoch zum Erlernen der Sprache nicht unbedingt erforderlich.

#### Veränderung von Konsonanten
In der hebräischen Sprache verändern sich verschiedene Konsonanten durch Wortbildung, Beugung (Flexion) oder aus Gründen des sprachlichen Wohlklanges. Dies geschieht durch Vertauschung, Angleichung (Assimilation), Auslassung, Hinzusetzung und Versetzung der Konsonanten.

Vertauschung findet unter Lauten statt, die ähnlich klingen oder mit demselben Sprechorgan artikuliert werden. Angleichung findet statt, wenn Konsonanten in einer schwer auszusprechenden Kombination auftauchen (vergl. dt. selbständig statt selbstständig). Auslassung erfolgt bei „schwachen“ Konsonanten, wenn sie auf Grund ihrer Stellung kaum hörbar wären. Hinzugesetzt werden Konsonanten, um die Aussprache anderer Konsonanten zu erleichtern (vergl. dt. beim Wort(e) nehmen). Versetzung kommt nur bei Zischlauten aus Gründen des Wohlklanges vor.

#### Veränderung von Vokalen
Eine charakteristische Erscheinung in semitischen Sprachen sind die sogenannten „Pausalformen“. So nennt man Formen, die durch die verstärkte Betonung eines Wortes am Satzende entstehen. Die dabei vor sich gehenden Veränderungen der Vokale werden in der masoretischen Vokalisation in dem Bestreben, die ursprüngliche Aussprache zu erhalten, schriftlich festgehalten. Aus einem Seggol (ɛ) wird dabei in der Regel ein Qamaz (a), wobei diese Änderung keinen Einfluss auf die lexikalische oder grammatikalischen Wortbedeutung hat. Weiteres zu diesem Thema siehe im Artikel Teamim.

### Silbenbildung
Die Silbenbildung hat ebenfalls Einfluss auf die Bildung von grammatischen Formen. Im Hebräischen unterscheidet man zwei Möglichkeiten: Eine Silbe ist offen, d. h. sie endet mit einem Vokal (KV), oder sie ist geschlossen, d. h. sie endet auf einen oder zwei Konsonanten, letzteres nur am Wortende (KVK, KVKK).
Silben, die mit einem Vokal beginnen, gibt es im Hebräischen nicht (strenggenommen im Deutschen auch nicht, wo jedoch der Stimmeinsatz (Alef, Ajin) vor dem Vokal nicht mitgeschrieben wird). Einzige Ausnahme ist der Buchstabe Waw in der Bedeutung „und“, der vor bestimmten Konsonanten als u ausgesprochen wird. Mehrere Vokale stehen nie nebeneinander. Es gibt keine Silben ohne Vokal.
Doppelkonsonanz am Silbenanfang wird aufgelöst, in dem der erste Konsonant ein kaum hörbares e (genannt Schwa) erhält (KəKV). Dies hat für die Formenbildung Konsequenzen, in der Praxis wird dies je nach Sprechbarkeit gehandhabt (z. B. ʃəˈtajim שְׁתַּ֫יִם „zwei“; im Ivrith ˈʃtajim).

### Wortbetonung
Die Betonung eines hebräischen Wortes lag – historisch betrachtet – ursprünglich auf der vorletzten Silbe (lat. Paenultima, aramäisch milʕel מִלְעֵיל). Im Laufe der Sprachgeschichte wurde diese durch den Abfall der kurzen Auslautvokale vielerorts zur letzten Silbe, so dass in heutiger Aussprachetradition meist die letzte Silbe (lat. Ultima, aramäisch milraʕ מִלְרַע) den Wortton trägt. Ausgenommen davon sind die Segolata. Der Wegfall der ursprünglichen Endvokale führte bei ihnen zu einer Doppelkonsonanz im Wortauslaut, die aufgelöst wurde, indem der erste der aufeinander folgenden Konsonanten mit Segol vokalisiert wurde; die Betonung blieb aber an der ursprünglichen Stelle, also auf der nunmehr wieder vorletzten Silbe.
Bei der Bildung grammatischer Formen kann die Betonung eines Wortes wechseln (z. B. durch Anhängen der Personalpronomina ans Verb).

## Formenlehre (Morphologie)

### Das Nomen

#### Genus
Das Hebräische unterteilt Nomen und Adjektive nach ihrem Genus in zwei Gruppen: Maskuline und feminine Nomina. Maskulina sind endungslos, Feminina tragen meist die Endung -a ־ָה oder -θ ת.
Diese morphologische Unterscheidung gilt aber nicht immer. Man findet genauso endungslose Feminina wie Maskulina mit einer Feminin-Endung. Eine Typologie nach semantischen Klassen ist noch nicht gelungen. Folgende Grundregeln scheinen aber meist zu gelten:
- Es gilt das natürliche Geschlecht.

Beispiele: ʔem אֵם (Mutter), ʔaβ אָב (Vater); ʔaθon אָתוֹן (Eselin), ħămor חֲמוֹר (Esel)
- Feminin werden meist Körperteile, Werkzeuge, Geräte oder Kleidungsstücke gebraucht.

Beispiele: ʔozɛn אֹזֶן (Ohr); jað יָד (Hand); ħɛrɛβ חֶרֶב (Schwert); kos כּוֹס (Becher); naʕal נַעַל (Schuh)
- Geographische Bezeichnungen und Namen sind feminin.

Beispiele: ʔɛrɛsˤ אֶרֶץ (Land, Erde); ʕir עִיר (Stadt); ʔaʃur אַשּׁוּר (Assur)
- Titel und Amtsbezeichnungen gelten als maskulin, auch wenn sie eine feminine Endung haben.

Beispiel: kohɛlɛθ קֹהֶלֶת (Prediger)

#### Numerus
Neben Singular und Plural gibt es im Hebräischen – wie in verwandten semitischen Sprachen – den Dual, einen weiteren Numerus, der für typischerweise im Paar auftretende Dinge gebraucht wird (jað יָד  „Hand“, jaˈðajim יָדַיִם „beide Hände“ etc.), aber auch für einige Zeitbegriffe (jom יוֹם „Tag“, ja'mim יָמִים „Tage“, joˈmajim יוֹמַיִם „zwei Tage“; ˈrɛɣɛl רֶגֶל „Bein“, rəɣaˈlim רְגָלִים „(mehrere) Beine“, raɣˈlajim רַגְלַיִם „beide Beine“).
Die Einzahl des männlichen Geschlechtes weist als „Grundform“ keine besondere Endung auf. Männliche Nomina enden in der Mehrzahl oftmals auf -im ים-; viele weibliche Nomen enden in der Einzahl auf -a ה- bzw. -iθ ית- und in der Mehrzahl auf -oθ וֹת-, doch gibt es hierzu zahlreiche Ausnahmen. Das Wort ˈʔɛrɛsˤ אֶרֶץ „Erde, Land“ beispielsweise ist der Form nach männlich, wird aber wie ein weibliches Wort gebraucht, mit der Mehrzahlendung auf -oθ וֹת-: ʔăraˈsˤot אֲרָצוֹת. Es gibt auch Wörter, die der Form nach als Mehrzahl erscheinen, aber wie einzahlige gebraucht werden: ʔɛ̆loˈhim אֱלֹהִים „Gott“.

#### Verbindung von zwei oder mehreren Nomen
Wie auch in anderen Sprachen werden Nomen durch Verkettung in Beziehung zueinander gebracht. Während jedoch im Deutschen stets der Begriff, der den Genitiv bildet, gebeugt wird, gibt es in semitischen Sprachen den sogenannten Status Constructus, in dem in Ein- und Mehrzahl ein Nomen spezielle Formen bildet, dabei jedoch stets vorne (also rechts) steht (siehe Syntax) und damit den (links) nachfolgenden Genitiv regiert. Bsp.: aus בַּיִת [bajit] (Haus) und אֶרֶץ [ɛrɛsˤ] (Land) wird בֵית אֶרֶץ [bet ɛrɛsˤ] (Haus des Landes).

#### Nomenklassen
In der Literatur des Hebräischen werden phonetische und morphologische Bildungsprinzipien relativ ausführlich behandelt und klassifiziert. Dies mag lohnend erscheinen, insofern es sich um wenige, durchschaubare Prinzipien handelt. Zu den wichtigsten Klassen gehören die Segolata.

#### Zugehörigkeit
Ein langes i, an einem Nomen angehängt, drückt die Zugehörigkeit zu einem Land, Volk oder auch zu einer Zahl aus (jisraˈʔel יִשְׂרָאֵל „Israel“, jisrəʔeˈli ישְׂרְאֵלִי „Israelit“; ʃəˈnajim שְׁנַיִם „zwei“, ʃeˈni שֵׁנִי „zweiter“).

#### ה an Nomen angehängt
Der Konsonant He, der an ein Nomen angehängt wird, kann diesem eine richtungsweisende Funktion verleihen. Er erhält somit die Bedeutung einer Präposition ("nach", "zu", "ins" etc.) Dieses Phänomen wird in der Fachsprache He locale genannt. Beispiel: ארץ [ˈʔɛrɛsˤ] „Land“, mit He locale אַ֫רְצָה [ˈʔarsˤa] „ins Land“.
In gleicher Weise kann das ה aber auch auf Lokaladverbien angewandt werden. Beispiel: מָעַל [ˈmaʕal] „oben“, מַעְלָה [ˈmaʕəla] „nach oben“.

#### Nomen mit Pronomen
In der hebräischen Sprache bilden Personal- und Possessivpronomina (dein, sein, mein etc.) als sogenannte ePP mit den jeweils dazugehörigen Nomen eine Worteinheit.

### Das Adjektiv
Adjektive richten sich in Geschlecht und Zahl nach dem dazugehörigen Substantiv, wie in vielen europäischen Sprachen. Die Adjektive sind in der Regel dem Nomen nachgestellt. Beispiel: שָׁנָה [ʃa'na] „Jahr“, טוֹב [tˤɔːv] / טוֹבָה [tɔva] „gut“ (männliche/weibliche Form), הַשָּׁנִ֣ים הַטֹּבֹ֔ת haʃani:m hatˤɔː'vɔt „die guten Jahre“. (vgl. Gen. 41,35 )
Im Unterschied zu den meisten Sprachen hat das hebräische Adjektiv keine Steigerungsformen (besser, schneller …). Steigerungen werden durch die Präposition מִן־ [min] (Kurzform מִ [mi]) ausgedrückt, die sonst meistens mit „von“ übersetzt wird, bei einem Vergleich aber dem deutschen „als“ entspricht. Dies hat in einigen Fällen zu falschen Bibelübersetzungen geführt. Ein bekanntes Beispiel ist Gen. 49,12 . In seinem abschließenden Segensspruch für seine zwölf Söhne wendet sich der Patriarch Jakob an Juda und sagt: חַכְלִילִ֥י עֵינַ֖יִם מִיָּ֑יִן וּלְבֶן־שִׁנַּ֖יִם מֵֽחָלָֽב׃ [ħaxli'li ʕe'najim mij'jajin ulvɛn‿ʃi'najim meħalav], in der unrevidierten Version der Elberfelder Bibel: „Seine Augen sind trübe vom Wein und seine Zähne weiß von Milch.“ Eine solche Übersetzung würde auf übermäßigen Alkohol- und Milchkonsum hindeuten. Gemeint ist vielmehr: „Seine Augen sind dunkler als Wein, seine Zähne weißer als Milch.“

### Zahlwörter
Für Grundzahlwörter von drei bis zehn gilt die Regel der umgekehrten Polarität, d. h. weibliche Formen der Zahlwörter werden mit männlichen Formen des Nomens verbunden und umgekehrt. Die Regel der umgekehrten Polarität geht auf die protosemitische Epoche zurück; eine überzeugende Erklärung ist dafür bisher nicht gefunden worden. Beispiel: שְׁלֹשָׁ֣ה אֲנָשִׁ֔ים [ʃəloʃa ăna'ʃim] „drei Männer“, שְׁלֹ֤שׁ סְאִים֙ [ʃəloʃ‿səˈʔim] „drei Maß“.
Zwischen „11“ und „20“ wird die Einerzahl der Zehnerzahl vorangestellt (wie im Deutschen), über „20“ wird die Einerzahl der Zehnerzahl nachgestellt und mit „und“ verbunden (wie im Französischen). Beispiele: אַחַד־עָשָׂר [aħad‿ʕasar] (m.) „elf“ (wörtl. „eins-zehn“); עֶשְׂרִ֨ים וְאַחַ֤ת [ʔɛs'rim wəʔɛ'ħat] (m.) „einundzwanzig“ (wörtl. „zwanzig und eins“).
Von „eins“ bis „zehn“ gibt es spezielle Ordnungszahlen. Größere Ordnungszahlen werden durch die entsprechenden Kardinalzahlen mit dem bestimmten Artikel gebildet.
Die Ordnungszahlen enden in der Grundform (Einzahl maskulin) auf ein Jod und sind von der entsprechenden Kardinalzahl abgeleitet. Beispiel: שֵׁשׁ [ʃeʃ] „sechs“, שִׁשִּׁי [ʃiˈʃi] „sechster“.
Einzige Ausnahme ist das Wort für „erster“: רִאשׁוֹן [ri'ʃɔn] ist nicht vom Wort für „eins“ abgeleitet, sondern von רֹאשׁ [rɔʃ], „Kopf, Anfang“.

### Das Verb

#### Allgemeines
Dem hebräischen Verb liegt meist eine dreikonsonantige Wurzel zugrunde, welcher der Sinn des Bedeutungsfeldes anhaftet. Diese Wurzel erhält durch unterschiedliche Vokalisation und weitere Elemente ihre konkrete Bedeutung im Satz.
In hebräischen Wörterbüchern ist es bei Verben üblich, als Stichwort diese Wurzel anzugeben und alle abgeleiteten Formen unter dieses Stichwort einzuordnen.
Bezüglich der Formenbildung werden regelmäßige und unregelmäßige Verben unterschieden. Unregelmäßige Verben enthalten Konsonanten, die unter Umständen Veränderungen erfahren, sei es, dass sie nicht mehr gesprochen werden oder dass sie auch in der Schrift ganz entfallen. Unregelmäßig sind auch Verben, die nur aus zwei Konsonanten bestehen.

#### Konjugation
Das Hebräische kennt zwei Konjugationsmuster, die jeweils ein eigenes Verbalsystem bilden und die nach ihrer Bildungsweise benannt werden. Die Formen der Suffixkonjugation (auch „Afformativkonjugation“) entstehen (ausschließlich) durch an den Stamm angehängte Nachsilben. Die Formen der Präfixkonjugation (auch „Präformativkonjugation“) entstehen durch an den Stamm angefügte Vorsilben (einige zusätzlich mit Nachsilben).
In beiden Konjugationen werden Person, Numerus und Genus ausgedrückt. Das Personalpronomen ist ebenfalls im konjugierten hebräischen Verb enthalten. Ein selbständiges Personalpronomen wird nur gebraucht, wenn die Person hervorgehoben werden soll.
Eine traditionelle Bezeichnung der beiden Konjugationsmuster ist „Perfekt“ (Perfektiver Aspekt) für die Suffixkonjugation und „Imperfekt“ (Imperfektiver Aspekt) für die Präfixkonjugation. Diese Bezeichnungen sind v. a. für Deutschsprachige insofern problematisch, als sich ihre Bedeutung von derjenigen der Tempora gleichen Namens unterscheidet (vergleiche hierzu Aspekt). Der Aspekt (imperfektiv vs. perfektiv) betrachtet nicht die Zeitstufen, sondern die zeitliche Struktur von Handlungen, also den „Zeitrichtungsbezug“. Beim Zeitrichtungsbezug ist es entscheidend, welche Ausdehnung eine Handlung besitzt, ob sie abgeschlossen ist oder noch andauert und wie der Sprecher in diese integriert ist.
Beispiel für Perfekt- und Imperfektformen des regelmäßigen Verbs kaˈθaβ כָּתַב „schreiben“:
| Perfekt | Perfekt   | Perfekt                      | Imperfekt | Imperfekt | Imperfekt                   |
| כָּٰתַבְתִּי   | kaˈθaβti  | „ich habe geschrieben“       | אֶכְתְּוֹב     | ʔɛxˈtoβ   | „ich werde schreiben“       |
| כָּתַבְתָּ    | kaˈθaβta  | „du (m.) hast geschrieben“   | תִּכְתּוֹב     | tixˈtoβ   | „du (m.) wirst schreiben“   |
| כָּٰתַבְתְּ    | kaˈθaβt   | „du (f.) hast geschrieben“   | תִּכְתְּבִי     | tixtəˈβi  | „du (f.) wirst schreiben“   |
| כָּתַב     | kaˈθaβ    | „er hat geschrieben“         | יִכְתּוֹב     | jixˈtoβ   | „er wird schreiben“         |
| כָּתְבָה    | kaθəˈβa   | sie hat geschrieben          | תִּכְתּוֹב     | tixˈtoβ   | „sie wird schreiben“        |
| כָּٰתַבְנוּ   | kaˈθaβnu  | „wir haben geschrieben“      | נִכְתּוּב     | nixˈtoβ   | „wir werden schreiben“      |
| כְּתַבְתֶּם   | kəθaβˈtɛm | „ihr (m.) habt geschrieben“  | תִּכְתְּבוּ     | tixtəˈβu  | „ihr (m.) werdet schreiben“ |
| כְּתַבְתֶּן   | kəθaβˈtɛn | „ihr (f.) habt geschrieben“  | תִּכְٰתּוֹבְנָה   | tixˈtoβna | „ihr (f.) werdet schreiben“ |
| כָּתְבוּ    | kaθəˈβu   | „sie (m.) haben geschrieben“ | יִכְתְּבוּ     | jixtəˈβu  | „sie (m.) werden schreiben“ |
| כָּתְבוּ    | kaθəˈβu   | „sie (f.) haben geschrieben“ | תִּכְٰתּוֹבְנָה   | tixˈtoβna | „sie (f.) werden schreiben“ |

Im Althebräischen bezeichnet das Perfekt einen Zustand bzw. eine abgeschlossene Handlung, während das Imperfekt eine im Fluss befindliche – unabgeschlossene – Handlung beschreibt. Die zeitliche Bedeutung dieser beiden Konjugationen hängt stark von dem Kontext ab, in dem sie verwendet werden. Hier ist insbesondere die Satzstruktur entscheidend:
- Steht das Verb oder das Subjekt an erster Stelle?
- Steht ein Waw („und“) zu Beginn des Verbs oder nicht? Ein Perfekt mit Waw kann zeitlich und im Aspekt den letzten Satz fortsetzen oder auch etwas noch nicht Eingetretenes ankündigen; ein Imperfekt mit Waw ordnet den beschriebenen Vorgang als nächsten Schritt einer erzählten Geschichte ein, etwa wie deutsch „dann“ am Satzanfang.

Anmerkung: Für das Modernhebräische („Ivrit“ עִבְרִית) wurde diese Konjugation zu einem eigentlichen Zeitsystem vereinfacht:
- Das Perfekt wird als reine Vergangenheitsform verwendet.
- Das Imperfekt dient als Zukunftsform. (Hier zeigt sich die Verwendung lateinischer Bezeichnungen für die hebräische Grammatik als besonders unpassend.)
- Für die Gegenwart wurde eine Partizipialkonstruktion zum Standard erklärt, die im Althebräischen zur Kennzeichnung des Progressivs verwendet wird: das Personalpronomen (z. B. aˈni אֲנִי „ich“) wird mit dem Partizip (wie üblich nach Geschlecht und Zahl dekliniert) verbunden, z. B. aˈni loˈmed אֲנִי לוֹמֵד „ich (bin) ein Lernender“, d. h. „ich lerne“; at loˈmedet אַתְּ לוֹמֶדֶת „du (f.) (bist) eine Lernende“, d. h. „du lernst“.
- Die Verbformen mit vorangestelltem Waw werden nicht verwendet, es sei denn, biblischer Stil wird imitiert.

#### Konjugationsstämme
Zum Ausdruck verschiedener Aktionsarten kennt das Hebräische ein System von Modifikationen des Verbalstammes. Man spricht von „Konjugationsstämmen“, hebr. בִּנְיָנִים [binja'nim]. Die unveränderte Reihe bezeichnet man als „Grundstamm“ (G-Stamm), das/den Paal oder Kal, hebr. פעל [pa'ʕal] oder קַל [qal] („leicht“). Zu ihr existiert eine Passivreihe, von der sich im biblischen Hebräisch aber nur Reste erhalten haben. Einziges Überbleibsel ist das Partizip Passiv. Daneben gibt es den N-Stamm, Nifal, hebr. נִפְעַל [nif'ʕal]. Er erfüllt zumeist die Funktion eines Reflexivs oder Passivs zum Grundstamm, hat aber gelegentlich auch aktive Bedeutung.
Zum Ausdruck des Veranlassens werden die sog. „Kausativ-Stämme“ (K-Stämme), Hifil aktivisch, hebr. הִפְעִיל [hif'ʕil] und Hofal bzw. Hufal, hebr. הׇפְעַל [hɔf'ʕal] bzw. הֻפְעַל [huf'ʕal], passivisch gebraucht. Sie werden im Perfekt durch Vorsetzen der Silbe הִ („hi-“) bzw. הָ („ho-“) gebildet. Oft empfiehlt sich eine Hilfsübersetzung mit der Bedeutung im Grundstamm mit „lassen“. Bsp.: G-Stamm „kommen“, K-Stamm „kommen lassen“, d. h. „bringen“.
Eine dritte Gruppe bilden die Intensiv- bzw. Doppelungs-Stämme (D-Stämme). Ihr Charakteristikum ist die Verdoppelung des mittleren Wurzelkonsonanten. Zum sog. Piel, hebr. פִּעֵל [pi'ʕel], existiert als Passiv das Pual, hebr. פֻּעַל [pu'ʕal], und als Reflexiv das Hitpael, hebr. הִתְפַּעֵל [hiθpa'ʕel]. Die Bedeutung wurde in älteren Theorien in der Intensivierung des im Grundstamm Ausgedrückten gesehen. Diese Ansicht lässt sich aber kaum halten. Ernst Jenni kommt abweichend in seinen Untersuchungen zu dem Ergebnis, dass der Piel im Vergleich zum Grundstamm entweder eine faktitiv-resultative oder eine deklarativ-ästimative Bedeutung habe (z. B. Grundstamm: „groß sein“; Doppelungs-Stamm: „groß machen“ oder „für groß erklären/halten“).

#### Sonderfälle

##### He
An einige Imperfektformen der ersten Person Singular wird der Buchstabe ה angehängt als He cohortativum (von lat. cohortor „ermuntern, anfeuern, ermahnen“). Es verleiht dem Verb die Bedeutung des Wünschens, Wollens oder der Selbstermunterung. Beispiel: אֶקְטֹל [ɛq'tol] „ich töte“; אֶקְטְלָה [ɛqtə'la] „ich will töten“.

##### Waw
Durch ein Waw in der Bedeutung „und“ (gesprochen [və]), das einer konjugierten Verbform vorangestellt wird, erhält eine Vergangenheitsform eine Zukunftsbedeutung und umgekehrt.
Beispiele: היה hajáh = es war; והיה wehajáh = und es wird sein. jidabér = er wird sprechen; wajidabér = und er sprach.

##### Nun
Die Hinzufügung des Buchstabens Nun – eines n – an Verbformen heißt in der Fachsprache „Nunation“ oder auch Nun paragogicum (von griech. paragoge „Verlängerung“). Da dieses Nun keine grammatikalische Bedeutung hat, wird es beim Übersetzen nicht berücksichtigt. Es ist vergleichbar mit dem Dativ-E im Deutschen (z. B. in „dem Kinde“), das hauptsächlich um des Wohlklangs willen eingeschoben wird. Siehe auch Nunation.

### Personal- und Possessivpronomen
In der hebräischen Sprache bilden die Personalpronomen als Klitika mit den betreffenden Nomen, Verben und Partikeln eine Worteinheit. man spricht hier von enklitischen Personal- oder Possessivpronomen (ePP). Nur im Nominativ erscheinen Pronomina als separate Wörter (אֲנִי [ă'ni] „ich“,הוּא [hu] „er“). So wird beispielsweise aus בְּרָכָה [bɘra'xa] "Segen", bzw. mit der weiblichen Pluralendung dann בִּרְכַּת [bir'kat] durch entsprechendes ePP das Wort בִּרְכָתֶֽךָ [birxɔ'taxa] "deine Segen", oder בִּרְכָתִי [birxɔ'ti] "meine Segen".

### Partikel
Partikel sind diejenigen Teile der Sprache, welche die Beziehung zwischen den Wörtern herstellen. Es handelt sich größtenteils um Konjunktionen und Präpositionen. Die wichtigste hebräische Konjunktion ist וְ [wə] in der Bedeutung „und“, die mit dem anschließenden Wort verbunden wird (siehe „Das Verb“). Auch der Artikel הַ [ha] wird dem Wort direkt vorangestellt, jedoch nach dem וְ, falls dieses auch hinzukommt: וְהַקּוֹל [wəhaqˈqol] „und die Stimme“. Die am häufigsten gebrauchten Präpositionen sind einsilbig (offene Silbe). Solche Präpositionen werden mit dem folgenden Substantiv ebenfalls verbunden, werden also zu einer Vorsilbe. Beispiele: בְּ [bə] bzw. בַּ/בָּ [ba], wenn das Substantiv mit Artikel definiert ist, bezeichnet das die Standortangabe: בָּאָרֶץ [ba'ʔarɛs] „im Land“. לְ [lə] oder לַ/לָ [la] in der definierten Form bezeichnet die Richtungsangabe: לָאָרֶץ [la'ʔarɛs] „ins Land“.
Präpositionen, die aus einer geschlossenen Silbe bestehen, z. B. תּוֹךְ [tox] „inmitten von“ oder מוּל [mul] „vor“, oder auch mehrsilbige Präpositionen wie לִקְרַאת [liq'raθ] „entgegen“ werden hingegen mit dem nachfolgenden Wort nicht direkt verbunden, sind also selbständige Wörter.

## Satzbau (Syntax)

### Status Constructus
Der Status constructus (= Verbindung eingehende Stellung) hat die Funktion, auf den Genitiv zu verweisen. Er zeigt ein Abhängigkeitsverhältnis an. Der Unterschied zum deutschen Gebrauch des Genitivs besteht darin, dass sich nicht das Wort beugt, das im Genitiv steht („König“, „das Wort des Königs“). Wo im Deutschen die Reihenfolge frei gewählt werden („das Wort des Königs“ = „des Königs Wort“) und zur Festlegung einer Betonung genutzt werden kann, gilt das hier nicht. Hier wird das Wort verändert, das den Genitiv regiert. (Siehe #Nomen) Beispiel: דָּבָר [daβar] „Wort“, הַמֶּ֫לֶךְ [ham'mɛlɛx] „der König“, דְּבַר־הַמֶּ֫לֶךְ [dəβɑr‿ham'mɛlɛx] „das Wort des Königs“ Das ist inhaltlich identisch, hat aber eine syntaktische Konsequenz. Im Status absolutus steht (in der Normalform) dann allein der letzte (ganz linke) Genitiv einer Folge von Begriffen, von denen jeder andere im Status constructus steht und den Teil links von sich regiert.

## Geschichte
Die Grundlagen der hebräischen Grammatik wurden erstmals im 10. Jahrhundert von jüdischen Gelehrten festgelegt, einer der ersten war Aaron ben Ascher. Seine Arbeit wurde von Mitgliedern der Familien Kimchi und Ibn Tibbon fortgesetzt. Alle diese Grammatiker verfügten über gründliche Arabischkenntnisse und entnahmen zahlreiche Ausdrücke zur Festlegung von Regeln der hebräischen Sprache aus der arabischen Grammatik.

## Weiterführende Literatur
- Ernst Jenni, Wilhelm Hollenberg: Lehrbuch der hebräischen Sprache des alten Testamentes. Neubearbeitung des "Hebräischen Schulbuchs" von Hollenberg-Budde. Helbing & LichtenhahnBasel, Frankfurt am Main / Basel 1981, ISBN 3-7190-0789-8.
- Ernst Jenni: Das hebräische Pi'el: Syntaktisch-semasiologische Untersuchung einer Verbalform im Alten Testament. EVZ-Verlag, Zürich 1968.
- Ernst Jenni: Aktionsarten und Stammformen im Althebräischen: Das Pi'el in verbesserter Sicht. In: Zeitschrift für Althebraistik. Band 13, 2000, S. 67–90.
- Jacob Hoftijzer: Überlegungen zum System der Stammesmodifikationen im klassischen Hebräisch. In: Zeitschrift für Althebraistik. Band 5, 1992, S. 117–134.
- Jan P. Lettinga, Heinrich von Siebenthal: Grammatik des Biblischen Hebräisch: Brunnen, Giessen 2016, ISBN 978-3-7655-9555-4.